# BSV Cottbus-Ost
Der BSV Cottbus-Ost ist ein deutscher Fußballverein aus Cottbus. Heimstätte des 120 Mitglieder starken Vereins ist das Stadion am Stadtring. Der BSV Cottbus-Ost ist Nachfolger des FV Brandenburg Cottbus sowie des DDR-Ligisten Fortschritt Cottbus.

## Verein

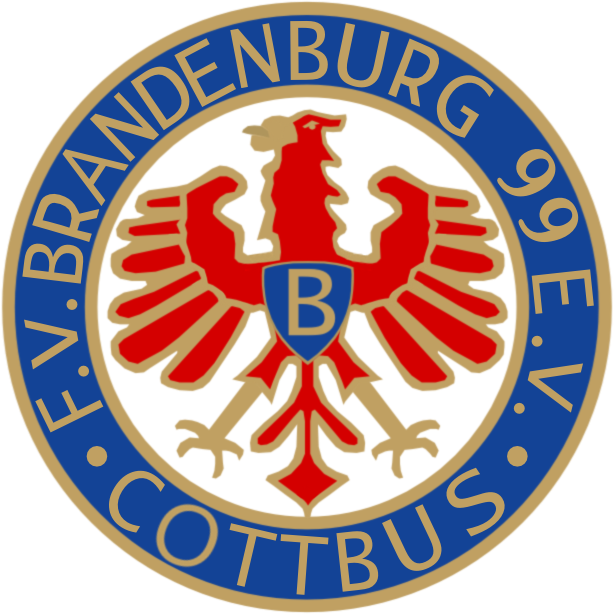
Logo des FV Brandenburg Cottbus

Historisches Logo der BSG Fortschritt Cottbus

Der BSV Cottbus wurde 1899 als FV Brandenburg 1899 Sandow gegründet, kurz darauf änderte sich der Name in FV Brandenburg 1899 Cottbus. Brandenburg Cottbus gehörte sowohl zu den Gründungsmitgliedern des Verbandes Niederlausitzer Ballspiel-Vereine, als auch zu den Gründungsmitgliedern des Südostdeutschen Fußball-Verbandes. 1906 wurde Brandenburg Cottbus Niederlausitzer Fußballmeister und durfte somit an einem Entscheidungsspiel um die Teilnahme an der deutschen Fußballmeisterschaft 1905/06 gegen den Sieger des Verbandes Breslauer Ballspiel-Vereine teilnehmen. Dieses Spiel fand am 1. April 1906 in Dresden statt und ging 1:3 gegen SC Schlesien Breslau verloren. Zum 30. Oktober 1913 schloss sich der SC Preußen 1906 Cottbus dem Verein an. 1927 und 1928 konnte Cottbus noch zweimal die Niederlausitzer Fußballmeisterschaft erringen und durfte somit an der Endrunde um die südostdeutsche Meisterschaft teilnehmen.
1945 wurde der FV Brandenburg aufgelöst und als SG Cottbus-Ost neu gegründet. 1946/47 wurde Cottbus im Finale gegen die SG Forst-Mitte Brandenburgischer Fußballmeister. In der Spielzeit 1947/48 konnte der Erfolg wiederholt werden. Im Jahr 1948 erreichte die SG Cottbus-Ost nach Erfolgen über die SG Grube Marga und die SG Eberswalde-Nord das Endspiel um die Brandenburgische Meisterschaft. Durch einen 1:0-Sieg im Finale gegen die SG Babelsberg qualifizierten sich die Cottbuser für die Fußball-Ostzonenmeisterschaft 1948, in der sie im Viertelfinale an der SG Weimar-Ost scheiterten. 1949/50 konnten sich die Lausitzer nach einer 0:2-Finalniederlage in der Landesliga Brandenburg gegen die ZSG Großräschen nicht für die DDR-Oberliga qualifizieren und wurden 1950 in die neu geschaffene DS-Liga eingegliedert. Die kurzzeitig in Rot-Weiß Cottbus umbenannte Sportgemeinschaft agierte ab 1951 als ZSG Textil Cottbus und ab 1952 als BSG Fortschritt Cottbus. Die zweithöchste Spielklasse hielt Fortschritt Cottbus nur zwei Spielzeiten und stieg 1952 gemeinsam mit dem Lokalrivalen Lokomotive Cottbus in die drittklassige Bezirksliga ab. Im Gegensatz zu den Stadtrivalen Vorwärts Cottbus, Lok Cottbus oder Energie Cottbus verfügte Fortschritt Cottbus nie über einen finanzstarken Trägerbetrieb und verblieb im dritt- bzw. viertklassigen DDR-Fußball.
Nach der Wende erfolgte eine Namensänderung in BSV Cottbus-Ost. Höchste Spielklasse war seitdem die Landesliga Brandenburg. Derzeitige Liga ist die 1. Kreisklasse Niederlausitz (11. Liga).

## Statistik
- 3 × Niederlausitzer Fußballmeister: 1906, 1908, 1927, 1928 (FV Brandenburg Cottbus)
- 2 × brandenburgischer Fußballmeister: 1947, 1948 (SG Cottbus-Ost)
- Teilnahme Ostzonenmeisterschaft: 1948
- Teilnahme DDR-Liga: 1950/51, 1951/52
- Ewige Tabelle der DDR-Liga: Rang 155

## Bekannte Spieler
- Erwin Helmchen
- Erich Lüdecke
- Bernd Mudra
- Rainer Pietsch
- Johannes Schöne
- Karl-Heinz Wohlfahrt

## Bekannte Trainer
- Michael Braun
- Frank Lehmann
- Ekkehard Zeidler